# Kaigen Sōzuki
Le Kaigen Sōzuki (快元僧都記) est un nikki (journal) tenu par le prêtre bouddhiste Kaigen entre 1532 et 1542 et qui contient des informations principalement relatives à la restauration du sanctuaire Tsurugaoka Hachiman-gū, ordonnée par Hōjō Ujitsuna. Le journal décrit avec beaucoup de précision les détails du travail, de son organisation et des actions du clan Go-Hōjō durant cette période.